# Dumînske, Ovruci
Dumînske (în ucraineană Думинське) este un sat în comuna Rudnea din raionul Ovruci, regiunea Jîtomîr, Ucraina.

## Demografie
Componența lingvistică a localității Dumînske
     Ucraineană (97,67%)
     Belarusă (2,33%)
Conform recensământului din 2001, majoritatea populației localității Dumînske era vorbitoare de ucraineană (97,67%), existând în minoritate și vorbitori de belarusă (2,33%).